# Hans Conzett (Politiker, 1886)

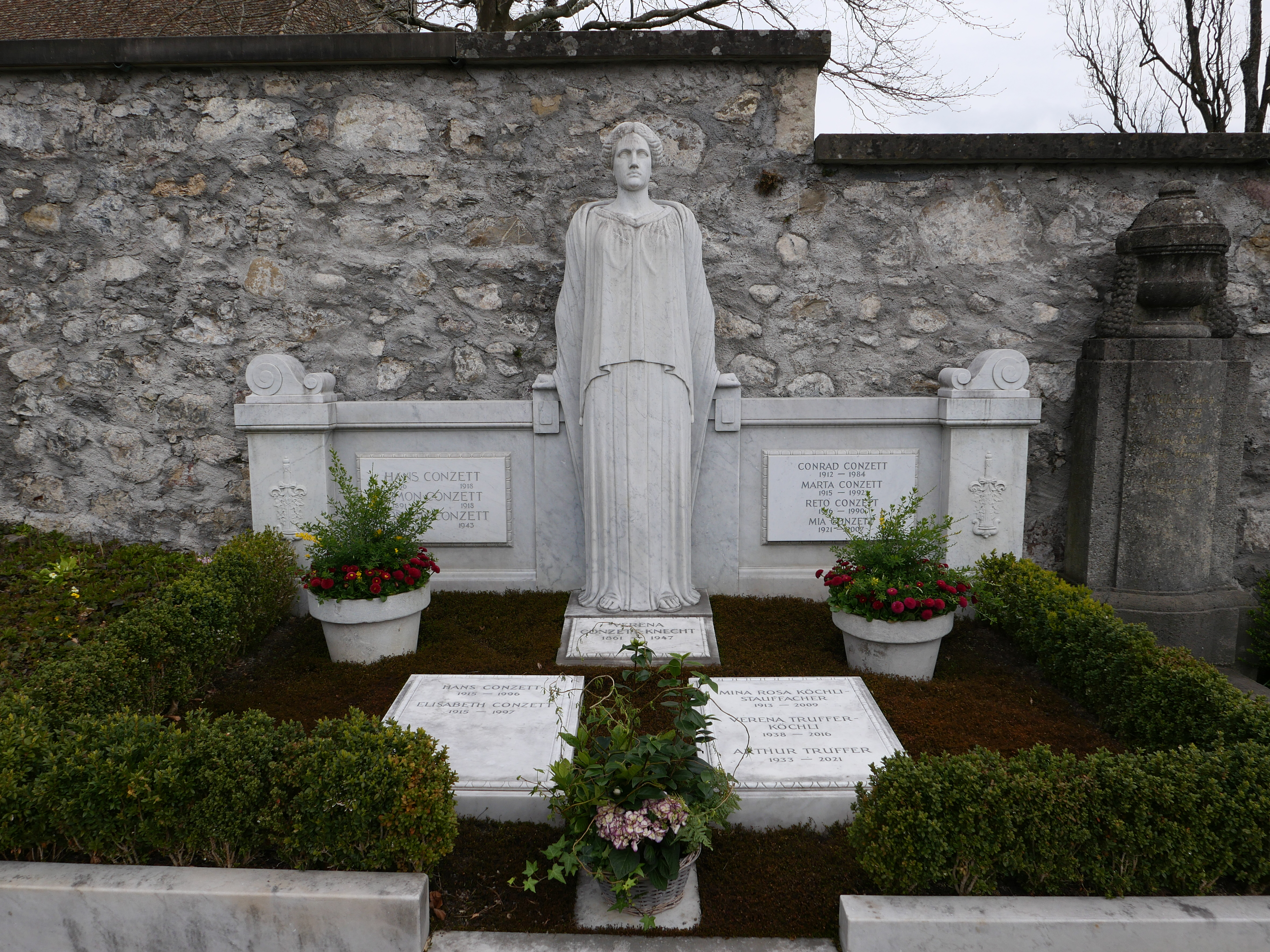
Das Grab von Verena Conzett und einiger ihrer Familienmitglieder

Hans Conrad Conzett (* 3. August 1886 in Zürich; † 24. Oktober 1918 in Kilchberg); heimatberechtigt in Schiers, war ein Schweizer Buchdrucker, Bankrat und Politiker (SP).

## Leben

### Familie
Hans Conzett war der Sohn des Druckereibesitzers und Politikers Conrad Conzett (1848–1897) und dessen zweiter Ehefrau Verena Conzett-Knecht, Gewerkschafterin, Frauenrechtlerin und Unternehmerin; er hatte einen leiblichen Bruder und zwei Halbbrüder.
Ab 1911 war er mit Marie, die Tochter des Metzgers Johann Huber, verheiratet; gemeinsam hatten sie drei Kinder, zu diesen gehörte auch der spätere gleichnamige Politiker Hans Conzett. Der Bruder seiner Ehefrau war Emil Huber, Rechtsanwalt und Teilhaber der späteren Druckerei Conzett & Huber.
Er starb während der Grippewelle von 1918, als die Spanische Grippe wütete; wenige Tage nach ihm verstarb sein leiblicher Bruder Simon ebenfalls an der Spanischen Grippe. Seine Beisetzung erfolgte auf dem Friedhof Kilchberg.

### Werdegang
Nachdem Hans Conzett die Handelsschule abgebrochen hatte, absolvierte er eine Buchdruckerlehre in Montreux. Er verbrachte anschliessend einige Wanderjahre in Deutschland, Dänemark, Frankreich und Italien; unter anderem war er einige Zeit in der humanitären Gesellschaft Umanitaria in Mailand tätig.
Ab 1908 war er in Zürich der Chef der Druckerei, in dem von der Mutter geführten Unternehmen, das er später mit seinem Bruder Simon leitete.

### Politisches Wirken
Hans Conzett war von 1914 bis 1915 Zentralpräsident des Verbands der Handels-, Transport- und Lebensmittelarbeiter (siehe Gewerkschaft Verkauf Handel Transport Lebensmittel).
Er war Mitglied der Sozialdemokratischen Partei der Schweiz und von 1915 bis zu seinem Tod Zürcher Kantonsrat. Als Nachfolger des verstorbenen Johann Rudolf Amsler war er vom 3. Dezember 1917 an auch Nationalrat. Dort war sein Amtsnachfolger der Redaktor Hans Wirz.
Von 1917 bis zu seinem Tod war er Bankrat der Zürcher Kantonalbank. Dabei unterstützte er das Bankpersonal im Streik von 1918 (siehe Landesstreik).
Er engagierte sich auch außerhalb seines Berufs in verschiedenen Gewerkschaften und kämpfte insbesondere für die am schlechtesten bezahlten Arbeitnehmer, vor allem für die Textilarbeiterinnen.